# Xanthoparmelia capensis
Xanthoparmelia capensis är en lavart som beskrevs av Hale. Xanthoparmelia capensis ingår i släktet Xanthoparmelia och familjen Parmeliaceae.   Inga underarter finns listade i Catalogue of Life.